# Svartuas
 (novembre 2018).
Svartuas ou Suartuas (en grec : Σουαρτούαν) est le nom d'un roi hérule du VIe siècle, contemporain de l'empereur byzantin Justinien.
D'après Fridtjof Nansen, son nom, qui comporte notamment l'élément svart « noir », pourrait signifier « hibou/chouette noir(e) ».
Selon Procope, les Hérules, qui avaient tué leur roi, envoyèrent des émissaires dans l'île de Thulé – c'est-à-dire en Scandinavie – pour trouver un nouveau prince de race royale. Cependant, certains Hérules, estimant qu'il ne fallait pas choisir un roi sans le consentement de l'empereur Justinien, lui envoyèrent une ambassade pour le prier de leur donner un roi. Justinien leur envoya Svartuas, un Hérule qui vivait à la Cour et qui exerçait probablement dans l'Empire byzantin des fonctions militaires. Ce nouveau souverain fut d'abord bien reçu par les Hérules, qui vivaient dans la région de Singidunum, sur le Danube ; mais peu de temps après, on apprit l'arrivée prochaine des députés de l'île de Thulé, accompagnés d'un prince de sang royal et de deux cents jeunes hommes. Svartuas décida d'aller à leur rencontre pour les éliminer mais lorsqu'il fut seulement à une journée de marche d'eux, il fut abandonné par ses soldats pour une raison inconnue et contraint de s'enfuir seul à Constantinople. Justinien, qui cherchera sans succès à le rétablir sur le trône, le consola de sa mésaventure en le nommant magister militum praesentalis. Vers 552, il commanda conjointement avec les fils du général byzantin Germanus les troupes envoyées par Justinien en Pannonie pour appuyer les Lombards, alors en guerre contre les Gépides.

## Source primaire
- Procope de Césarée, Histoire de la guerre contre les Goths, livre second, chapitre XV, sur le site de Philippe Remacle.